# Nephele monostigma
Nephele monostigma är en fjärilsart som beskrevs av Clark 1924. Nephele monostigma ingår i släktet Nephele och familjen svärmare. Inga underarter finns listade i Catalogue of Life.